# Chicago Marathon 1990
De Chicago Marathon 1990 werd gelopen op zondag 28 oktober 1990. Het was de 13e editie van de Chicago Marathon. De Mexicaan Martin Pitayo kwam als eerste over de streep in 2:09.41. De Portugese Aurora Cunha won bij de vrouwen in 2:30.11.

## Uitslagen

### Mannen
| rang   | naam                  | land | tijd    |
| ------ | --------------------- | ---- | ------- |
| Goud   | Martin Pitayo         | MEX  | 2:09.41 |
| Zilver | Antoni Niemczak       | POL  | 2:09.41 |
| Brons  | Rex Wilson            | NZL  | 2:10.48 |
| 4      | Ake Eriksson          | SWE  | 2:10.53 |
| 5      | Ed Eyestone           | USA  | 2:10.59 |
| 6      | Jan Huruk             | POL  | 2:11.26 |
| 7      | Joaquim Pinheiro      | POR  | 2:12.03 |
| 8      | Osmiro daSilva        | BRA  | 2:12.17 |
| 9      | Dionicio Cerón        | MEX  | 2:12.18 |
| 10     | Viktor Mosgovoy       | URS  | 2:13.27 |
| 11     | Spyridon Andriopoulos | GRE  | 2:13.47 |

### Vrouwen
| rang   | naam              | land | tijd    |
| ------ | ----------------- | ---- | ------- |
| Goud   | Aurora Cunha      | POR  | 2:30.11 |
| Zilver | Carole Rouillard  | CAN  | 2:32.28 |
| Brons  | Midde Hamrin      | SWE  | 2:34.27 |
| 4      | Helen Moros       | NZL  | 2:34.37 |
| 5      | Kellie Archuletta | USA  | 2:35.58 |
| 6      | Mary Knisely      | USA  | 2:37.58 |
| 7      | Deborah Raunig    | USA  | 2:38.07 |
| 8      | Joy Smith         | USA  | 2:38.22 |
| 9      | Terry Schmidt     | USA  | 2:38.42 |
| 10     | Anne Roden        | GBR  | 2:38.55 |

1977 ·
1978 ·
1979 ·
1980 ·
1981 ·
1982 ·
1983 ·
1984 ·
1985 ·
1986 ·
1987 ·
1988 ·
1989 ·
1990 ·
1991 ·
1992 ·
1993 ·
1994 ·
1995 ·
1996 ·
1997 ·
1998 ·
1999 ·
2000 ·
2001 ·
2002 ·
2003 ·
2004 ·
2005 ·
2006 ·
2007 ·
2008 ·
2009 ·
2010 ·
2011 ·
2012 ·
2013 · 
2014 · 
2015 · 
2016 · 
2017 · 
2018 · 
2019 · 
2021 · 
2022 · 
2023